# Bellvei
Bellvei är en kommun i Spanien.   Den ligger i provinsen Província de Tarragona och regionen Katalonien, i den östra delen av landet, 400 km öster om huvudstaden Madrid. Antalet invånare är 2 110. Arean är 8,3 kvadratkilometer. Bellvei gränsar till El Vendrell, Calafell, Banyeres del Penedès, Castellet i la Gornal och Santa Oliva. 
Terrängen i Bellvei är platt.